# 静岡県立沼津西高等学校
静岡県立沼津西高等学校（しずおかけんりつ ぬまづにしこうとうがっこう）は、静岡県沼津市本字千本にある公立高等学校。通称は「西高」、「沼西」など。

## 設置学科
- 普通科
- 芸術科
  - 芸術科は、音楽専攻・美術専攻・書道専攻の3通りの専攻が存在する。

## 沿革
- 1901年（明治34年）4月 - 私立駿東高等女学校として開校。（設立者は最初、駿東郡長であった河野鎗治郎であったが辞退し、江原素六が設立者となった）
- 1919年（大正8年）5月 - 駿東郡へ移管、駿東郡立駿東高等女学校と改称。
- 1922年（大正11年）4月 - 静岡県に移管、静岡県立沼津高等女学校と改称。
- 1948年（昭和23年）4月 - 学制改革により、静岡県立沼津第二高等学校となる。
- 1949年（昭和24年）4月 - 現校名となる。
- 1957年（昭和32年）10月 - 第12回国民体育大会のフェンシング競技会場となる。同月29日には昭和天皇、香淳皇后の行幸啓があった[1]。
- 2003年（平成15年）4月 - 芸術科を置く。この年から男女共学を実施する。

## 特徴
- 校歌は本来女声二部合唱であったが、現在は男子と、女子はアルト・ソプラノに分かれた合唱曲になっている。
- 校舎内での履物は、共学一期生から上履きからスリッパに変更された。このスリッパは3年周期で毎年色が「赤」→「緑」→「紺」の順に変わる。スリッパは3年間履き続けるため、一目で何年生かわかるようになっている。このスリッパはその長い使用期間を想定してかかなり品質がいい。
- 同校所属図書館は、その長い歴史もありかなり充実している。
- グラウンドと他施設は自転車がぎりぎり通過できる程度の幅の県道で分断されている。自動車のカーナビゲーションを利用しての通行者は引き返しを余儀なくされる。
- 校則で校内での携帯電話・スマートウォッチの使用は禁止されている。校内では電源を切った状態で昇降口ロッカーにしまっておかなければならない。校内への持ち込みが発覚した場合、それらは預り処分となり、保護者が回収に来ることになっている。
- 剣道部とフェンシング部が両方揃っているが、特に両者が絡むイベント等はない。
- グラウンドが狭いという理由から野球部がなく、生徒には甲子園の馴染みがないか、他校を応援している。

## 施設
校舎は二棟（旧校舎）と一棟（新校舎）があり、2本の渡り廊下で繋がっている。全ホームルームは新校舎にあり、授業も通常そこで行われる。職員室、保健室、事務室、放送室、購買部及び生徒ホール、昇降口は新校舎にある。
図書室、パソコン室、生徒会室、各科目室は旧校舎にある。
体育館の横には専攻授業を行ったり、吹奏楽部・書道部・音楽部が活動を行うための、比較的充実した設備の整っている芸術棟を有する。芸術棟では主に一階で書道授業、二階で音楽授業が行われる。また、音楽専攻生・吹奏楽部員はこの棟内にある音楽練習室を使用することができる。
体育館の他にプール、格技場、グラウンドがある。
駐輪場は通常の駐輪場の他に二階建ての立体駐輪場がある。生徒が駐輪施設を利用する（自転車で登校する）ためには申請し発行されるステッカーを張ることが義務づけられており、違反が発覚すると自転車通学が禁止される可能性がある。

## 主な行事
- 入学式及び対面式

- 合唱コンクール

1年生は校歌を、2・3年生はクラスごとに決めた曲を歌う。
- 潮音祭

同校の学園祭であり、一年を通して最大のイベントでもある。文化祭と体育祭に分かれ、通常六月初旬に行われる。文化祭は土曜日の一般公開とその前日の校内発表がある。一般公開は校舎全体を利用しているのに対し、校内発表は授業後に体育館のステージで行われ、原則として内部関係者以外が観ることはできない。
あくまで「日々の学習の成果を発表する場」としているため、生徒の「（他校と比べ）楽しくない」との批判は的外れとしているが、最近では視聴覚室でのライブの開催が許可されたり、条件はかなり制限されているものの制服着用義務が解除されるなど緩和されてきている。ちなみに、高確率で近隣の高校の文化祭と日程が重なる。体育祭も一般に公開されている訳ではないが、グラウンドで行われるので観覧は可能である。雨天時は延期、予備日も雨の場合は中止となる。
- 海岸清掃

海岸のゴミを拾い、分別して捨てる。沼津式分別であるため、市外から通学する生徒にとっては分かりにくい側面もある。並行して校内での草むしりも行われる。雨天時は中止。
- 球技大会

11月頃開催。男女別、クラス対抗で規定の球技を行う。近年は、1年生：男女ともハンドボール。2年生：男子はバスケットボール、女子はバレーボール。3年生：男子はサッカー、女子はバスケットボール。
- 長距離走大会

2月頃開催。愛鷹運動公園競技場を利用して女子は6.5km、男子は8.5kmのコースを走る。大学受験のため、3年生は参加しない。
- 卒業式

## 著名な出身者
- 加藤ふじ（学校法人加藤学園創始者）
- 町田志津子（詩人）
- 遠藤恵美子（看護学者、武蔵野大学名誉教授）
- 田嶋陽子（元法政大学教授、タレント、フェミニスト、社会民主党元参議院議員）
- 原陽子（社会民主党元衆議院議員）
- 末吉暁子 （児童文学作家）
- 浦辺粂子 （女優）
- 横川寛人 （映画監督）
- 真野淑實 （フリーアナウンサー）
- 磯村勇斗 （俳優）
- 大越ひなの （アイドル、乃木坂46）
- 三井美代子（陸上競技選手、静岡県初の女子オリンピック選手[2]）
- 山下ふみこ（沼津市議会議員）
- 高橋ひでこ（沼津市議会議員）
- 野村りょうこ（三島市議会議員、NPO法人理事）
- 長尾賀伊（フェンシング選手）
- 真野りえ（フリーアナウンサー）
- 庵原篤人（サッカー選手）
- 水沢なお（詩人、作家）
- 北田奈津子（ギタリスト）
- 戸村愛美（サクソフォン演奏者、東京SDGs吹奏楽団メンバー)
- Yuzuki Toma（書道家）
- PUNK the 寿（ラッパー）

## その他
- 2005年、各ホームルームにエアコンが設置された。集中コントロールにはなっていないが原則として生徒による勝手な使用は認められていない。設定温度が指定されているがその解釈は教師によりまちまちである。
- 2006年、体育館の一部が火災で損傷、地元でニュースになった。
- 2006年、防犯カメラの設置が決定した。
- 科目未履修問題に関連して、世界史Aの教科書を使うべきところを世界史Bの教科書を使っていたため補習を行った。ちなみに世界史自体の授業は行われていたため、発覚が遅れ対応が遅くなった。
- 2007年、同校では初の試みとして、1年生では校内で希望者を募り、定期試験前の土日を利用した勉強合宿が行われた。
- 2008年、校舎の全面的なバリアフリー化により新校舎と旧校舎を繋ぐ渡り廊下や旧校舎の階段等に視覚障害者誘導用ブロックが敷設され、視覚に障害を持つ人への一層の配慮がなされた。